# Серрата
Серрата (итал. Serrata) — коммуна в Италии, располагается в регионе Калабрия, подчиняется административному центру Реджо-Калабрия.
Население составляет 963 человека, плотность населения составляет 46 чел./км². Занимает площадь 21 км². Почтовый индекс — 89020. Телефонный код — 0966.
Покровителем коммуны почитается святой великомученик Пантелеимон, празднование 27 июля.
Серрата граничит с Кандидони, Динами, Лауреана-ди-Боррелло, Милето, Сан-Пьетро-Ди-Карида.